# Якынр
Якынр (Нижняя Ланкеть) — река в России, левый приток реки Орловка. Протекает на востоке Верхнекетского района Томской области. Вытекает из озера Якынр, в междуречье рек Орловка и Чурбига, в 20 километрах к северо-западу от устья реки Тогангра, притока Орловки. Устье реки находится в 232 км по правому берегу реки Орловка. Высота устья — 125,3 м над уровнем моря. Длина реки составляет 26 км.

## Данные водного реестра
По данным государственного водного реестра России относится к Верхнеобскому бассейновому округу, водохозяйственный участок реки — Кеть, речной подбассейн реки — бассейн притоков (Верхней) Оби от Чулыма до Кети. Речной бассейн реки — (Верхняя) Обь до впадения Иртыша.